# Сторожев, Василий Николаевич
Василий Николаевич Сторожев (1866—1924) — российский археограф, публицист и педагог.

## Биография
Родился в 1866 году в Российской империи.
Окончил Московский университет, где учился на историко-филологическом факультете.
В 1888 году поступил на службу в архив Министерства юстиции Российской империи в городе Москве, однако спустя семь лет в 1895 году, из-за конфликта с управляющим архивом минюста, Сторожев был вынужден уйти в отставку.

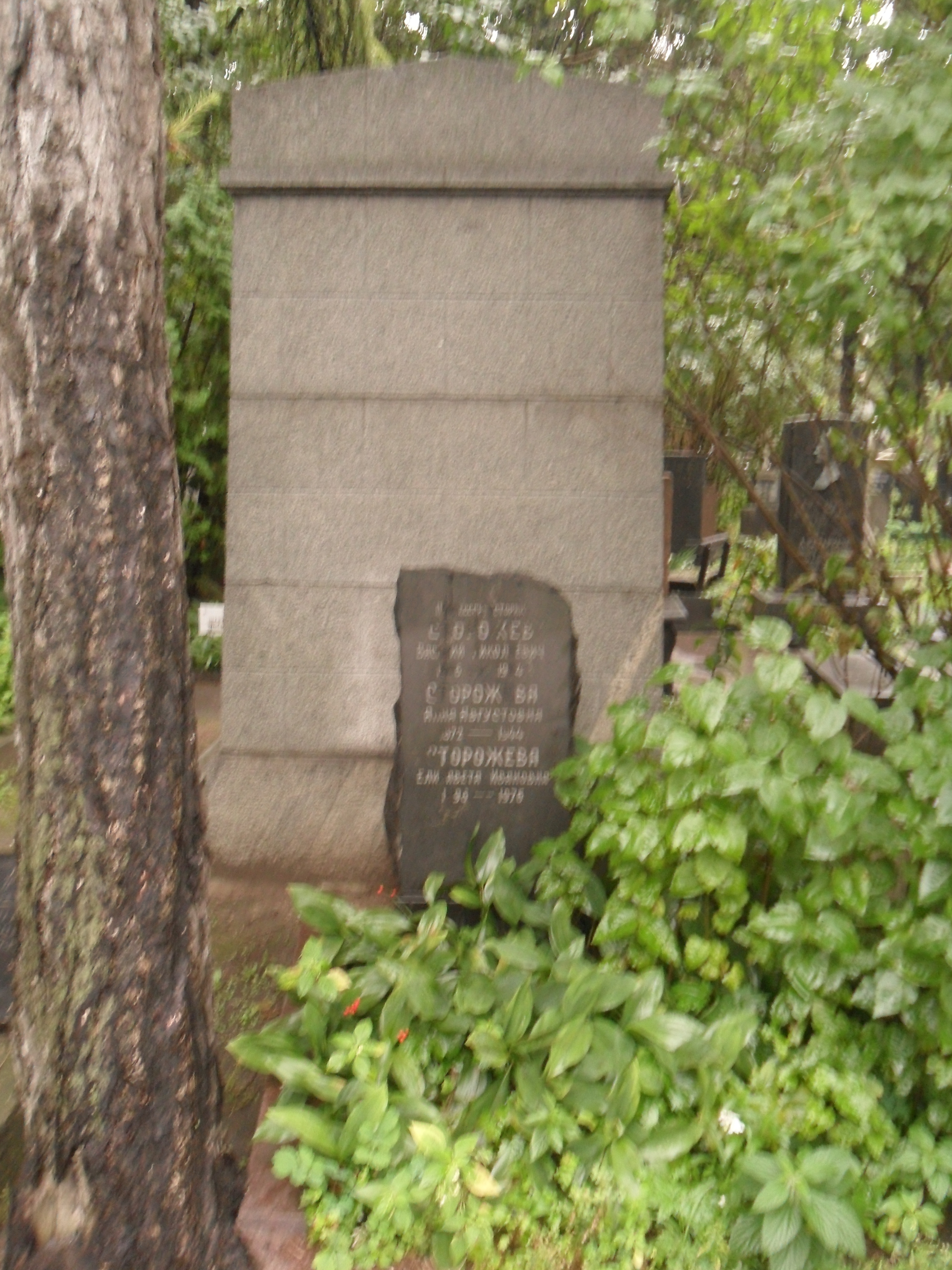
Могила Сторожева на Новодевичьем кладбище

После ухода из архива, работал в качестве преподавателя Коммерческого училища К. К. Мазинга в городе Москве. Одновременно с этим, Сторожев продолжал работы по изданию фолиантов отечественного прошлого.
Сторожев В. Н. нередко печатал свои сочинения (чаще всего в качестве критика) в ряде периодических печатных изданий, среди которых были «Русская мысль», «Новости», «Сборник Правоведения», «Образование».
Являлся сторонником «реалистического направления» и, поэтому, в области истории его интересуют прежде всего вопросы связанные с юриспруденцией и экономикой. Помимо этого, уделял немалое внимание вопросам городского общественного управления и народного образования.
В 1900 году, по поручению Московского городского общественного управления, для городских начальных училищ по составленной В. Н. Сторожевым программе и под его редакцией были напечатаны «Сочинения А. С. Пушкина».
Являлся одним из авторов «Энциклопедического словаря Брокгауза и Ефрона».
25 июня 1917 года по списку объединённых социал-демократов был избран гласным Московской городской думы.
Скончался 18 июня 1924 года, похоронен на Новодевичьем кладбище.
Сын — Сторожев, Михаил Васильевич.

## Избранная библиография
- Указная книга Поместного приказа // Описание документов и бумаг, хранящихся в Московском архиве Министерства юстиции. — Кн. 6. — Отд. III. — М., 1889. — С. 3—212.
- К истории русского просвещения XVII в. // Киевская старина. — 1889. — Т. XXVII, № 11. — С. 328—349.
- Опись десятен XVI и XVII веков // Описание документов и бумаг, хранящихся в Московском архиве Министерства юстиции. — Кн. 7. — Отд. II. — М., 1890. — С. 64—176.
- Десятни как источник для изучения истории русского провинциального дворянства в XVI и XVII вв.: историко-юридическая заметка // Юридический вестник. — М., 1890. — Март (т. IV. — Кн. 3). — С. 487—497.
- Дозорная книга Каменного городища XVII-го века // Библиограф. — 1890. — № 3-4. — С. 37—41.
- О «земцах» // Юридический вестник. — М., 1890. — Май — июнь (т. V. — Кн. 1-2). — С. 241—245.
- К вопросу о колонизации Левобережной Украины // Киевская старина. — 1890. — Т. XXIX, № 6. — С. 544—549.
- Материалы по истории Левобережной Украины // Киевская старина. — 1890. — Т. XXX, № 9. — С. 497—503.
- Состав нижегородского дворянства по десятням XVII века // Действия Нижегородской губернской ученой архивной комиссии. — Нижний Новгород, 1890. — Вып. 9. — С. 399—408.
- Четыре верстальных десятни первой половины XVII в. // Библиограф. — 1890. — № 12. — С. 150—156.
- Дозорная книга города Твери 1616 года. — Тверь, 1890. — 39 с.
- Рязанские засечные книги XVII века. — Рязань, 1890. — 14 с.
- Состав рязанского дворянства по десятням XVII века. — Рязань, 1891. — 14 с.
- Состав зубцовского и ржевского дворянства по десятням XVII века. — Тверь, 1891. — 116 с. — (Тверское дворянство XVII века. — Вып. 1).
- Десятни и Тысячная книга XVI века. — М., 1891. — 459 с. — (Материалы для истории русского дворянства. — Вып. I).
- К вопросу о «четвертчиках» // Журнал Министерства народного просвещения. — Ч. CCLXXIX. — 1892. — Январь. — С. 195—217.
- Из архивных мелочей // Киевская старина. — 1892. — Т. XXXVII, № 5. — С. 294—297.
- Из архивных мелочей // Киевская старина. — 1892. — Т. XXXIX, № 12. — С. 463—468.
- Засечные книги как историко-географический и археологический источник. — СПб., 1892. — 13 с.
- Состав тверского дворянства по десятням XVII века. — Тверь, 1893. — 143 с. — (Тверское дворянство XVII века. — Вып. 2).
- Воронежское дворянство по десятням XVII века // Памятная книжка Воронежской губернии на 1894 год. — Отд. III. — Воронеж, 1894. — С. 77—110.
- Состав старицкого и кашинского дворянства по десятням XVII века. — Тверь, 1894. — 128 с. — (Тверское дворянство XVII века. — Вып. 3).
- Георг Лермонт: родоначальник русской ветви Лермонтовых. — М., 1894. — 34 с.
- Командировка стольника Н. М. Олфимова. — М., 1894. — 54 с. — (К истории сельскохозяйственного быта Ипатьевского и Богоявленского монастырей. — Вып. I).
- IX-й археологический съезд в г. Вильно. — СПб., 1894. — 24 с.
- Московское управление в Вильне XVII века // Труды девятого археологического съезда в Вильне. 1893. — М., 1895. — Т. I. — С. 131—141.
- Виленские приходные каменишные книги 1658 года // Труды девятого археологического съезда в Вильне. 1893. — М., 1895. — Т. I. — С. 142—153.
- Состав бежецкого дворянства по десятням XVII века. — Тверь, 1895. — 303 с. — (Тверское дворянство XVII века. — Вып. 4).
- Дело (2—22 октября 1694-го г.) о пожаловании двух черкас за выход и полонное терпенье деньгами и сукном из Галицкого и Малороссийского приказов // Киевская старина. — 1892. — Т. LIV, № 7-8. — Отд. 2. — С. 3—8.
- Холопы // Русская история с древнейших времён до Смутного времени. — Вып. 1. — М., 1898. — С. 403—420.
- Писцовые книги Рязанского края. — Рязань, 1898. — Т. I, вып. 1: XVI век. — 416 с.
- Писцовые книги Рязанского края. — Рязань, 1900. — Т. I, вып. 2: XVI и XVII вв. — С. 417—755.
- Писцовые книги Рязанского края. — Рязань, 1904. — Т. I, вып. 3: XVI и XVII вв. — С. 759—1303.
- Материалы для истории делопроизводства Поместного приказа по Вологодскому уезду в XVII веке. — Вып. 1. — СПб., 1906. — 463 с. — (Записки Императорской Академии наук по историко-филологическому отделению. — Т. IX, № 1).
- Монастырское землевладение на Вологде по данным 1627—1630 годов // Сборник статей, посвященный В. О. Ключевскому. — Ч. 1. — М., 1909. — С. 359—408.
- Материалы для истории русского дворянства. — Вып. II. — М., 1909. — 222 с.
- Холопы // Киевская Русь. — 2-е изд., испр. — М., 1910. — Т. 1. — С. 525—545.
- «Русская Правда» в переводе на современный русский язык // Киевская Русь. — 2-е изд., испр. — М., 1910. — Т. 1. — С. 576—601.
- Боярство и дворянство XVII века // Три века: Россия от Смуты до нашего времени. — М., 1912. — Т. II. — С. 186—216.
- Материалы для истории делопроизводства Поместного приказа по Вологодскому уезду в XVII веке. — Вып. 2.. — Петроград, 1918. — 278 с. — (Записки Российской Академии наук по историко-филологическому отделению. — Т. IX, № 2).
- Декабрьское вооруженное восстание (по архивным материалам) // Декабрьское восстание в Москве 1905 г.. — М.: Госиздат, 1920. — С. 60—207. — (Материалы по истории Пролетарской революции. — Сб. № 3).